# 정수민 (야구인)
정수민(鄭修旼, 1990년 4월 1일 ~ )은 전 KBO 리그 SSG 랜더스의 투수이자, 현 정수민베이스볼 아카데미의 코치이다.

## 선수 시절

### 미국 프로야구시절

#### 시카고 컵스시절
2008년에 마이너 리그 계약을 맺었다.
2009년에는 루키 리그에서 활동했다. 하위 싱글 A, 싱글 A 71경기(선발 32경기)에서 210.2이닝 10승 8패, 평균자책점 4.14를 기록했다.
'1999년 이후 해외 진출 선수는 복귀 시 2년간 KBO 리그에서 뛸 수 없다'는 조항에 따라 2년을 쉬었다. 이 기간에 군 복무를 해결해 2013년 6월부터 2015년 3월까지 최전방에서 육군 현역으로 복무했다.

### 한국 프로야구시절

#### NC 다이노스시절
2016년 5월 19일 넥센전에서 데뷔 첫 선발 등판해 5.1이닝 1실점으로 승리 투수가 됐다.

#### SK 와이번스 & SSG 랜더스시절
2020년 KBO 리그 2차 드래프트를 통해 이적하였다. 2021년 10월 31일에 방출됐다.

## 야구선수 은퇴 후
2022년부터 김해엔젤스리틀야구단의 코치로 활동한다.

## 배우자
- '허봄' (2017년 ~ 현재)

## 출신 학교
- 한림 한림초등학교 (김해엔젤스리틀)
- 부산중학교
- 부산고등학교

## 통산 기록
| 연도 | 팀명  | 평균자책점 | 경기 | 완투 | 완봉 | 승 | 패 | 세 | 홀 | 승률  | 타자 | 이닝  | 피안타 | 피홈런 | 볼넷 | 사구 | 탈삼진 | 실점 | 자책점 |
| ---- | ----- | ---------- | ---- | ---- | ---- | -- | -- | -- | -- | ----- | ---- | ----- | ------ | ------ | ---- | ---- | ------ | ---- | ------ |
| 2016 | NC    | 6.19       | 15   | 0    | 0    | 3  | 3  | 0  | 0  | 0.500 | 223  | 48    | 59     | 4      | 29   | 5    | 31     | 34   | 33     |
| 2017 | NC    | 6.75       | 15   | 0    | 0    | 1  | 1  | 0  | 0  | 0.500 | 128  | 28    | 31     | 7      | 16   | 1    | 28     | 21   | 21     |
| 2018 | NC    | 6.05       | 25   | 0    | 0    | 2  | 5  | 0  | 1  | 0.286 | 278  | 58    | 69     | 10     | 33   | 3    | 38     | 43   | 39     |
| 2019 | NC    | 16.39      | 7    | 0    | 0    | 0  | 2  | 0  | 0  | 0.000 | 54   | 9.1   | 17     | 1      | 10   | 1    | 4      | 17   | 17     |
| 2020 | SK    | 1.15       | 3    | 0    | 0    | 1  | 0  | 0  | 0  | 1.000 | 61   | 15.2  | 11     | 0      | 5    | 0    | 11     | 2    | 2      |
| 2021 | SSG   | 6.82       | 10   | 0    | 0    | 1  | 2  | 0  | 0  | 0.333 | 151  | 30.1  | 34     | 6      | 27   | 1    | 22     | 24   | 23     |
| 통산 | 6시즌 | 6.42       | 75   | 0    | 0    | 8  | 13 | 0  | 1  | 0.381 | 895  | 189.1 | 221    | 28     | 120  | 11   | 134    | 141  | 135    |